# Королівський Вікторіанський орден

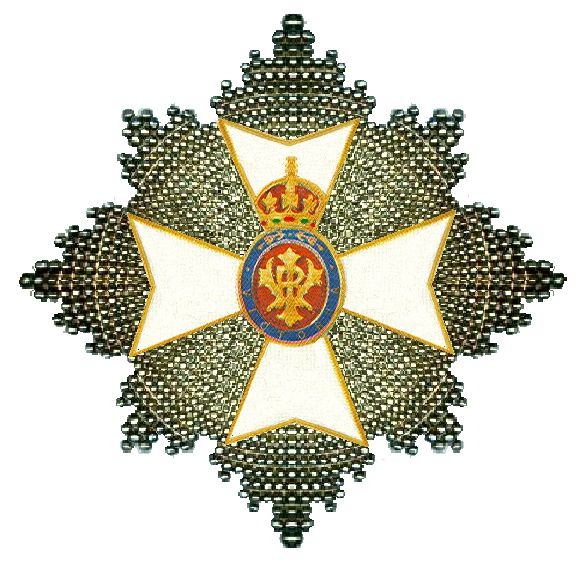
Зірка ордену

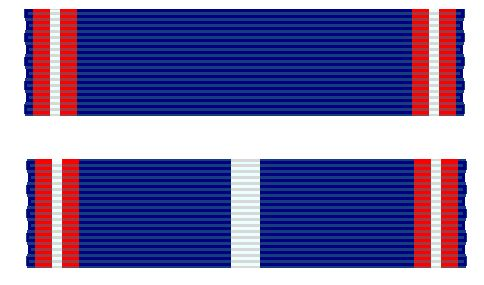
Орденські стрічки

Королівський Вікторіанський орден (The Royal Victorian Order) — лицарський орден, започаткований 21 квітня 1896 року королевою Вікторією. Орден складається з п'яти класів:
1. Лицар або Дама Великого Хреста (GCVO)
2. Лицар або Дама Командор (KCVO or DCVO)
3. Командор (CVO)
4. Лейтенант (LVO)
5. Член (MVO)

Членство надається тим, хто зробив монарху особисті послуги.
День Ордену — 20 червня, дата вступу на трон королеви Вікторії. Девіз — Victoria. Займає передостаннє місце за старшинством у британській системі нагород (і за престижем, і за віком), молодше за нього лише Орден Британської імперії.

## Історія
Орден було створено за часів, коли всі почесті віддавались монархом на пораду Прем'єр-міністра чи інших міністрів. Королівський Вікторіанський орден же став особистою нагородою монарха. У той час це було новинкою, нині й інші лицарські ордени надаються як особистий подарунок королеви.

## Склад
Британський монарх є главою Ордена і призначає усіх решту членів. Наступний — Великий Магістр. Королева Єлизавета, королева-мати була Великим Магістром з 1937 року до її смерті у 2022 році; її ніхто не замінив і посада може зникнути.
Раніше, Лейтенанти й Члени називались Члени (четвертого класу) і Члени (п'ятого класу) відповідно. Зміна назв відбулась у 1984 році. Членство в Ордені не обмежено числом. Жінки могли вступати в орден з 1936 року. Іноземці допускались як «почесні члени». Зазвичай почесним членством нагороджує монарх під час закордонних візитів.
Королівська Вікторіанська медаль була встановлена у той самий час, що й орден. Нею також нагороджують за особисті заслуги перед монархом. Медаль має три ступені: золота, срібна й бронзова. Є окремий Королівський Вікторіанський ланцюг, не пов'язаний із орденом; було встановлено у 1902 році королем Едуардом VII.
У ордена п'ять офіцерів: канцлер, секретар, реєстратор, капелан та генеалог.
- Лорд-Камергер служить канцлером.
- Хранитель коштів на королівські видатки і скарбничий королеви служить секретарем.
- Секретар Центральної канцелярії лицарських орденів — реєстратор
- Капелан Королівської каплиці Савойського палацу — капелан.

## Каплиця
Королівська каплиця Савойського палацу слугувала каплицею ордену з 1938 року. Кожні чотири роки орден проводить релігійні служби у каплиці святого Георгія у Віндзорському замку; каплиця святого Георгія використовується замість савойської, тому що вміщується більше людей.
Монарху й лицарям і дамам Великого Хреста відводяться кабінки на хорах, над якими вивішено геральдичні приналежності. Зверху шпилю лицарської кабінки розміщено шолом лицаря, прикрашений мантією та гребінцем. Відповідно до англійської геральдики, жінки не монархи не носять шоломів; замість цього використовується коронка звання дами. Над гребенем чи коронкою, вивішено геральдичний штандарт того, хто сидить у кабінці, прикрашений гербом. Позаду кабінки прикріплено бронзову пластинку («тарілка кабінки») з іменем, герб і дата прийому в орден. По смерті лицаря, штандарт, шолом, мантію та гребінець знімають. Тарілки не знімають; вони залишаються постійно прикріпленими десь поруч, тож кабінки у каплиці розписані мальовничими записами лицарів і дам Великого Хреста ордену з 1938 року.

## Старшинство і привілеї
Усі члени ордена мають своє місце у порядку старшинства. Дружини членів усіх класів також беруть участь у порядку старшинства, а також сини, дочки й невістки лицарів Великого Хреста і Лицарі-Командори; родичі леді Підв'язки, однак, не мають місця у порядку.
Лицарі Великого Хреста і Лицарі-Командори носять префікс «сер» (Sir), а дами Великого Хреста і Дами-Командори — «дама» (Dame) перед їхнім прізвищем. Дружини лицарів можуть ставити префікс «леді» (Lady) до їхнього імені, але для чоловіків правило не існує. Ці форми не використовуються перами і принцами, окрім написання імен у найповнішій формі. Почесні члени й клірики не проходять посвяту в лицарі.